# Nikita Denise
Nikita Denise (25 luglio 1976) è un'ex attrice pornografica ceca.

## Biografia e carriera pornografica
Dopo essersi trasferita dalla Repubblica Ceca a Toronto in Canada nel 1998, iniziò a lavorare negli strip club canadesi. Nel 2000 prese parte come attrice al suo primo film, North Pole 13. Nel 2006, Nikita Denise fece il suo debutto come regista con Nikita’s Extreme Idol., apparendo anche nel film stesso dopo un anno dal suo ritiro dalle scene. Dopo una prima pausa di 3 anni, nel 2007 è rientrata nell'industria pornografica, girando Predator 2 per Wicked Pictures.
Denise è apparsa in almeno 350 film, e ha vinto diversi riconoscimenti come il AVN Award anche quello per la miglior attrice nel 2002. Nel 2010 ha girato per Naughty America le ultime scene prima del ritiro definitivo ed è apparsa con alcuni nuovi tatuaggi: delle rose sulla schiena, una tigre con delle palme sulla spalla destra, un serpente sull'avambraccio sinistro, uno sulla caviglia sinistra. Dopo 6 anni dal ritiro dalle scene, è stata inserita nella Hall of Fame dagli AVN Awards.

## Riconoscimenti
- AVN Awards
  - 2002 – Female Performer of the Year[11]
  - 2002 – Best Group Sex Scene (video) per Succubus con Bridgette Kerkove, Ava Vincent, Trevor Thompson e Herschel Savage[12]
  - 2003 – Best Couples Sex Scene (film) per Les Vampyres 2 con Joel Lawrence[13]
  - 2003 – Best All-Girl Sex Scene (video) per I Dream of Jenna con Jenna Jameson e Autumn[14]
  - 2016 – Hall of Fame - Video Branch[15]

## Filmografia

### Attrice
- Video Vixens (1998)
- 100% Sylvia (2000)
- 2'fers 1 (2000)
- American Nymphette 2 (2000)
- Anal University 7 (2000)
- Ass Lovers 2 (2000)
- Big Dick Bi's (2000)
- Blow Bang 1 (2000)
- Blowjob Adventures of Dr. Fellatio 22 (2000)
- Blowjob Adventures of Dr. Fellatio 30 (2000)
- Bone (2000)
- Bottom Dweller 6: Sex After Death (2000)
- Bound By Blood (2000)
- Cheerleaders Misbehavin' 2: Coach's House (2000)
- Coed Cocksuckers 21 (2000)
- Creme De La Face 46: Juice and Goo Bar (2000)
- Creme De La Face 50: Golden Goo Anniversary (2000)
- Cumback Pussy 39 (2000)
- Dare (2000)
- Darlin's Derrieres (2000)
- Devil in Disguise (2000)
- Devoured (2000)
- Evil Twins (2000)
- Fallen Angels (2000)
- Fetish (2000)
- Filthy Talkin' Cocksuckers 8 (2000)
- Forbidden Flesh (2000)
- Freshman Fantasies 29 (2000)
- Gang Bang Angels 13 (2000)
- Gangland 13 (2000)
- Getting Even (2000)
- Girls School 1 (2000)
- Gutter Mouths 17 (2000)
- Hand Job Hunnies 2 (2000)
- Head Over Heels 2 (2000)
- I Swallow 10 (2000)
- I Wanna Be A Bad Girl 2 (2000)
- In the Days of Whore (2000)
- Jade Goddess (2000)
- Les Vampyres 2 (2000)
- Luciano's Anal Asspirations 1 (2000)
- Mirage (2000)
- More Dirty Debutantes 127 (2000)
- My Girlfriend's Girlfriends 6 (2000)
- Nasty Beautiful (2000)
- Nasty Nymphos 29 (2000)
- Nineteen Video Magazine 34 (2000)
- North Pole 13 (2000)
- North Pole 20 (2000)
- Nymph Fever 4 (2000)
- Party Trash (2000)
- Perverted Stories 29 (2000)
- Psy-chic (2000)
- Pussyman's American Cocksucking Championship 8 (2000)
- Read My Lips (2000)
- Rocks That Ass 9: Mack My Ass Up (2000)
- Rookie Cookies 6 (2000)
- Sexy Sorority Initiations 2 (2000)
- Shut Up and Blow Me 24 (2000)
- Sinister Sex World 1 (2000)
- Soul Survivor (2000)
- Straight A Students 3 (2000)
- Talk Dirty to Me 13 (2000)
- Up Your Ass 16 (2000)
- Whack Attack 8 (2000)
- What Lurks in the Shadows (2000)
- A Holes 4 (2001)
- Accidental Starlet (2001)
- Agency Blue (2001)
- Amber's Pursuit (2001)
- Anal Addicts 7 (2001)
- Angel (2001)
- Asses in the Air 1 (2001)
- Babes Illustrated 11 (2001)
- Babes in Pornland 1: Facial Babes (2001)
- Bacchanal (2001)
- Backseat Confidential (2001)
- Balls Deep 1 (2001)
- Barely Legal in the City (2001)
- Believe It Or Not 1 (2001)
- Blue Angel (2001)
- Buttslammers 20 (2001)
- California Sex Patrol (2001)
- Caution Your Azz is In Danger 1 (2001)
- Center of Sex (2001)
- Charlie's Devils 2: The Next Position (2001)
- Chica Boom 8 (2001)
- City Lust (2001)
- Cum for Addicts (2001)
- Cumback Pussy 47 (2001)
- Devil's Tail (2001)
- Dirty Deeds Done Dirt Cheap 6 (2001)
- Double Stuffed Honeys 2 (2001)
- Dream Love (2001)
- Ecstasy 4 (2001)
- Erotic Visions (2001)
- Euphoria (2001)
- Eyes Wide Open (2001)
- Fallen Angels (2001)
- Fast Times at Deep Crack High 4 (2001)
- Filthy Talking 3-Way Fuckers (2001)
- Filthy Talking Anal Fuckers (2001)
- Four Finger Club 19 (2001)
- Gallery of Sin 3 (2001)
- Gallery of Sin 4 (2001)
- Girl's Affair 57 (2001)
- Gush 2 (2001)
- Gush 3 (2001)
- Heavy Metal 2 (2001)
- Hole Truth (2001)
- Hot Bods And Tail Pipe 21 (2001)
- Infidelity (2001)
- In-flight Fantasies (2001)
- Innocence (2001)
- Interactive Shock Jock (2001)
- Jack And Jill (2001)
- Jade Lo (2001)
- Kelly's Heroes 1 (2001)
- Lord of Asses 4 (2001)
- Lord of Asses: Asstravaganza (2001)
- Max 2 (2001)
- Miss Orgasma (2001)
- Mrs. Right (2001)
- Nikita Denise AKA Filthy Whore 1 (2001)
- Nymph Fever 5 (2001)
- Oral Adventures of Craven Moorehead 8 (2001)
- Outnumbered (2001)
- Park Avenue (2001)
- Perfect Couple (2001)
- Perfect Pink 9: Smokin' (2001)
- Phantom Love (2001)
- Puritan Magazine 34 (2001)
- Pussyman's International Butt Babes 5 (2001)
- Rags To Riches (2001)
- Rapunzel (2001)
- Real Female Orgasms 2 (2001)
- Real Latin Hotties 5 (2001)
- Real Thing (2001)
- Rectal Rooter 1 (2001)
- Rub The Muff 1 (2001)
- Sex Wives And Video (2001)
- Sodomania: Orgies 3 (2001)
- Sodomania: Slop Shots 9 (2001)
- Sopornos 3 (2001)
- Soul Mates (2001)
- Specs Appeal 2 (2001)
- Squirting Illustrated 3 (2001)
- Still Crazy After All These Whores (2001)
- Succubus (2001)
- Tales From The Script 1 (2001)
- This Is the Shit (2001)
- Tickled Pink (2001)
- Touch Me (2001)
- United Colors Of Ass 9 (2001)
- Un-natural Sex 2 (2001)
- Up the Wahzoo 1 (2001)
- V-eight 1 (2001)
- Virgin Kink 18 (2001)
- Virtual Blowjobs: Vivid University (2001)
- Whack Attack 11 (2001)
- Whack Attack 9 (2001)
- When The Boyz Are Away The Girlz Will Play 4 (2001)
- When The Boyz Are Away The Girlz Will Play 5 (2001)
- Where The Girls Sweat 5 (2001)
- Whore of the Rings 1 (2001)
- X Professionals (2001)
- Acid Dreams (2002)
- Adult Video News Awards 2002 (2002)
- After Hours (2002)
- All Natural 11 (2002)
- American Nymphette 5 (2002)
- Backseat Driver 17 (2002)
- Behind the Scenes of Dripping Wet Sex 1 (2002)
- Best Laid Plans (2002)
- Best of Perfect Pink 2 (2002)
- Betrayed by Beauty (2002)
- Body Talk (2002)
- Bridgette Kerkove's Bedtime Stories (2002)
- Casa de Mistress Isabelle (2002)
- Chasing The Big Ones 12 (2002)
- Cheeks 12 (2002)
- Club TropiXXX (2002)
- Color Blind (2002)
- Deep Throat This 8 (2002)
- Devinn Lane Show 1: Forbidden Zone (2002)
- Dripping Wet Sex 2 (2002)
- Eating Pousse' (2002)
- Ecstasy Girls Raw and Uncensored 6 (2002)
- Erotic Interludes (2002)
- Erotic Interludes 2 (2002)
- Escort (2002)
- Eye of the Beholder (2002)
- Filthy Little Cocksuckers (2002)
- Honey Bunz (2002)
- Hot Spot (2002)
- I Dream of Jenna 1 (2002)
- Iron Maidens 1 (2002)
- Jewel De'Nyle's Wild Ride (2002)
- Joelean and the Pussycats (2002)
- La Femme Nikita Denise (2002)
- Lost Angels: Michelle Michaels (2002)
- Lost Angels: Nikita Denise (2002)
- Love at First Byte (2002)
- Mail Order Bride (2002)
- Makin' It (2002)
- Maximum Sex (2002)
- Merger (2002)
- Mondo Porno (2002)
- Money Shots (2002)
- Naked Hollywood 15: The Body Beautiful (2002)
- Naughty Bedtime Stories 1 (2002)
- Naughty Nikita (2002)
- No Man's Land 36 (2002)
- Nymph Fever 7 (2002)
- On Location With Simon Wolf (2002)
- On The Set With Jewel De'Nyle (2002)
- Out of the Night (2002)
- Ozporns (2002)
- Passion 2 (2002)
- Perfect (2002)
- Pornological 6 (2002)
- Private Moments (2002)
- Pussy Fingers 20 (2002)
- Rave Sexxx 1 (2002)
- Ribbon Of Desires (2002)
- Rocks That Ass 20: Spy Who Rocked My Ass (2002)
- Serenity's Roman Orgy (2002)
- Sex Across America 7 (2002)
- Sex On Film (2002)
- Sex Sells (2002)
- Shadowplay (2002)
- Shane's World 30: Keepin It Real (2002)
- Soloerotica 1 (2002)
- Sunset Stripped (2002)
- Take 5 (2002)
- Takin' It To The Limit 11 (2002)
- Turning Point (2002)
- Uninhibited (2002)
- V-eight 2 (2002)
- V-eight 3 (2002)
- Violation of Nikita Denise (2002)
- Virtual Blowjobs: BJ USA (2002)
- Whack Attack 16 (2002)
- Zana AKA Filthy Whore (2002)
- 100% Blowjobs 11 (2003)
- 100% Outdoor Fun 1 (2003)
- 100% Strap-On (2003)
- Adult Stars at Home 4 (2003)
- Adult Video News Awards 2003 (2003)
- Adultrous (2003)
- Airtight 8 (2003)
- Anal 18 1 (2003)
- Anally Submerged Semen Slurpers (2003)
- Angel: Sex Money Power (2003)
- Ass Appeal (2003)
- Assficianado 3 (2003)
- Best of Haven (2003)
- BTS 1 (2003)
- Dawn of the Debutantes 10 (2003)
- Delicious Pink (2003)
- Double Booked (2003)
- Double Dippin (2003)
- Double Fucked (2003)
- Droppin' Loads 1 (2003)
- Erosity (2003)
- Extreme Behavior 2 (2003)
- Fans Have Spoken 3 (2003)
- Fetish World 2 (2003)
- Gorgeous Tails (2003)
- Inside Myself (2003)
- La Femme Nikita Denise 2 (2003)
- Nasty Bottoms (2003)
- Naughty Bottoms (2003)
- Nikita And Friends Exposed (2003)
- Nikita Denise AKA Filthy Whore 2 (2003)
- Not Far From Heaven 3 (2003)
- Only the Best of Models (2003)
- Oral Adventures of Craven Moorehead 19 (2003)
- Ozporns Go To Hell (2003)
- Pop 1 (2003)
- Puritan Magazine 44 (2003)
- Pussy Foot'n 5 (2003)
- Real Female Orgasms 4 (2003)
- Sex and the Studio 2 (2003)
- Signature Series 7: Nikita Denise (2003)
- Skin Deep (2003)
- Soloerotica 2 (2003)
- Tell Me What You Want 2 (2003)
- Under The Influence (2003)
- V-eight 8 (2003)
- Virtual Dreams (2003)
- Wicked Sex Party 5 (2003)
- Young and Natural (2003)
- 100% Interracial 3 (2004)
- Anal Aliens (2004)
- Anal Bandits 1 (2004)
- Art Of Anal 1 (2004)
- Art Of Anal Group Sex (2004)
- Art of Double Penetration (2004)
- Art Of Oral Group Sex (2004)
- Ass Broken (2004)
- Award Winning Sex Scenes (2004)
- Barely Legal All Stars 1 (2004)
- Blowjob Mania (2004)
- Brunette Beauties (2004)
- Double Penetration 1 (2004)
- Droppin' Loads 2 (2004)
- Gauge And Friends (2004)
- Hard And Deep (2004)
- Haulin' Ass (2004)
- Irresistible Temptations (2004)
- Jaw Breakers 4 (2004)
- Late Night Sessions With Tony Tedeschi (2004)
- Love Potion 69 (2004)
- Making Ends Meet (2004)
- Munch (2004)
- Nina Hartley's Guide to Double Penetration (2004)
- Nuttin' Hunnies 1 (2004)
- Perfect Pink 19: Saints & Sinners (2004)
- Roxxxi Red (2004)
- Sex Drive (2004)
- Skeet Skeet Skeet (2004)
- Soloerotica 4 (2004)
- Soloerotica 5 (2004)
- Sorority Hazing (2004)
- Stick It in My Face 1 (2004)
- Take That Deep Throat This 1 (2004)
- 31 Flavors (2005)
- Art of Interracial Group Sex (2005)
- Ass Ho's (2005)
- Bigger Is Better: Monster Cocks (2005)
- Double Penetration 2 (2005)
- Guide to Eating Out (2005)
- Halloweenies And Wenches (2005)
- Here's The Thing About My Blowjobs (2005)
- Hostess With The Moistest (2005)
- House of Anal (2005)
- Internal Pop Shots (2005)
- Nikita Denise (2005)
- Pop 3 (2005)
- Rack 'em (2005)
- Soloerotica 6 (2005)
- Whore Next Door (2005)
- 18 and Natural 3 (2006)
- Allure: A Lost Angels Collection (2006)
- Big Titties 2 (2006)
- Chasing The Big Ones: Favorite Size Queens: The Final Episode (2006)
- Custom Blowjobs (2006)
- Decades (2006)
- House of Ass 1 (2006)
- House of Ass 2 (2006)
- Jenna Loves Justin (2006)
- Male Is In The Czech (2006)
- Nikita's Extreme Idols (2006)
- Smokin' Hot Imports (2006)
- Strap-On Club 1 (2006)
- Sweet Young and Anal 1 (2006)
- Ass Invaders 2 (2007)
- Ass Rammin' (2007)
- Butt I Like It (2007)
- Double Penetration 4 (2007)
- Feed Me Your Cream (2007)
- I Dream of Jenna 2 (2007)
- My Space 2 (2007)
- Saturday Night Beaver (2007)
- Soloerotica 9 (2007)
- Award Winning 3 Way Scenes (2008)
- Cheating Housewives 5 (2008)
- Double Stuffed Creampuffs (2008)
- I Love Your Cock (2008)
- Jawbreakers (2008)
- Latina Dirty 30s And Anal 2 (2008)
- Lord of Asses 12 (2008)
- Predator 2 (2008)
- Super Shots: Gimme Pink 2 (2008)
- Tom Byron's Award Winning 3-Way Scenes (2008)
- Dude, I Banged Your Mother 1 (2009)
- Girls Kissing Girls 3 (2009)
- Lesbian Beauties 4: Interracial - Ebony and Ivory (2009)
- Masturbation Nation 1 (2009)
- Nikita Loves Jenna (2009)
- Rivals 2 (2009)
- Best Of Lord of Asses (2010)
- Boner Jams 3 (2010)
- Hotel Sin (2010)
- House of Ass 13 (2010)
- No Use Crying Over Spilled MILFs (2010)
- 1 Chick 2 Dicks (2011)
- Naughty's Tattooed Chicks (2011)
- Platinum Assholes (2011)
- Screw Love, Let's Fuck (2011)
- Self Service Sex 4 (2011)
- Wicked Digital Magazine 3 (2011)
- MILF Slam (2012)
- Ass Pounders (2013)
- Happy Cock Happy Pussy (2013)
- Happy Endings (2013)
- Horny Housewives (2013)
- I Need Some Alone Time (2013)
- Keister Bunnies (2013)
- King Anal 1 (2013)
- MILFs Anal Addiction (2013)
- Mom Needs It Bad (2013)
- Mother Fuckin (2013)

### Regista
- Nikita's Extreme Idols (2006)